# Seitenmoräne

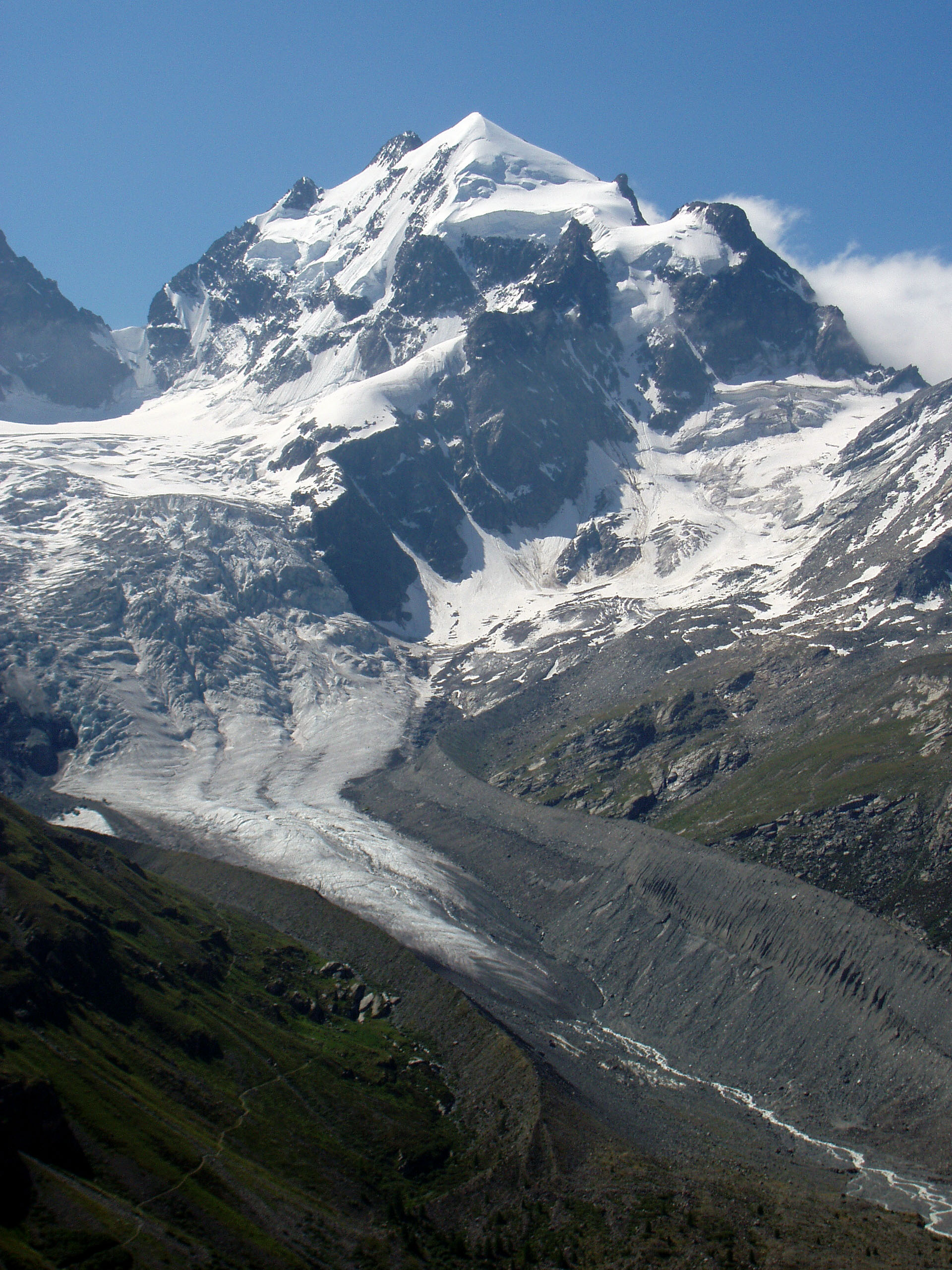
Markante Seitenmoränen beiderseits des Tschiervagletschers im Engadin

Als Seitenmoränen werden die von einem Gletscher abgelagerten Schuttmassen bezeichnet, die sich seitlich der eigentlichen Ausbreitungsrichtung des Gletschers abgelagert haben. Anhand ihrer Höhe lässt sich die Stärke der Vereisung rekonstruieren.

## Beschreibung
In der neueren Geomorphologie wird der Begriff im Hinblick auf den Moränenkörper selbst kaum mehr genutzt, da Seitenmoränen in Zusammensetzung und Struktur Endmoränen gleichen.
Im Hinblick auf anschließende Formungsprozesse bleibt die Unterscheidung dennoch sinnvoll. Seitenmoränen sind beispielsweise oft gekoppelt mit Flankengerinnen, also Wasserläufen, die beiderseits von Talgletschern entstehen können und aus Gletscherschmelzwasser wie auch aus seitlich zutretendem Hangwasser und einmündenden Bächen gespeist werden. Seitenmoränen können diese Entwässerungslinien lange über das Bestehen des Gletschers hinaus fixieren. Ebenfalls sind es vor allem Seitenmoränen, die bei steiler Hanglage nach Abschmelzen des Gletschers zutal rutschen können und dann als Schutthalden die vom Gletscher hinterlassene Trogtalform überdecken.
Gelegentlich wird mit dem Begriff Seitenmoräne nur der rezent von Gletschern gebildete Ablagerungskörper bezeichnet; dieser wird stattdessen als Ufermoräne bezeichnet, wenn er von der Oberfläche des abschmelzenden oder ehemaligen Gletschers nicht mehr erreicht wird. 
Verwendet wird der Begriff weiterhin für die nicht abgelagerten, sondern überprägten Gesteinsreste, die sich als längliche Hügelzüge entlang der heutigen und eiszeitlichen Gletscher der Hochgebirge erstrecken.